# Rachel Bissex
Rachel Bissex (* 27. Dezember 1956 in Boston, Massachusetts; †  20. Februar 2005 in Burlington, Vermont) war eine US-amerikanische Folksängerin und Singer-Songwriterin.

## Leben und Werk
Rachel Bissex ist in Newton, Massachusetts, aufgewachsen. Als 13-Jährige erhält sie ihre erste Gitarre und lernt im Selbststudium Folkstandards von Joan Baez und Peter, Paul and Mary sowie das Schreiben von Liedern.
Im Anschluss an ihr Kunststudium übersiedelt Bissex 1982 nach Burlington, Vermont.
Im Lauf ihrer kurzen Karriere nimmt Bissex fünf Alben mit eigenen Liedern, aber auch Coverversionen von Jackson Browne, Leonard Cohen bzw. Joni Mitchell auf und eröffnet unter anderem Konzerte von Joan Armatrading, Arlo Guthrie, Little Feat und Ray Charles.
Im Jahr 2004 wechselt Bissex zum Film und Theater. Sie spielt in dem Film „Nothing Like Dreaming“ und führt Regie beim Theaterstück „Sun Spot: The Crime of the Need to Be Right“, das ihr Mann, der Schauspieler Stephen Goldberg, geschrieben hat.
Anfang 2005 stirbt Rachel Bissex im Alter von 48 Jahren an Brustkrebs(-Folgen). Zu ihrem Andenken und zur finanziellen Absicherung der Ausbildung von Bissex' Kindern, Emma Goldberg and Matt Cosgrove, haben Kollegen und Freunde die Tribute-Doppel-CD Remembering Rachel (2005) mit Coverversionen von Rachel Bissex-Lieder veröffentlicht.

## Diskografie
- Light in Dark Places (1991)
- Don’t Look Down (1995)
- I Used to Be Nice (1998)
- Between the Broken Lines (2001)
- In White Light (2004)
- Tribute-CD: Remembering Rachel. Songs of Rachel Bissex (2005)

## Film
- Rachel Bissex bei IMDb